# Liste der Stolpersteine in Wiesbaden-Nordost
 Info: Angaben zu Eigenschaften, welche alle Teillisten für Wiesbaden gemeinsam haben, sind unter Liste der Stolpersteine in Wiesbaden zu finden.

## Liste
| Adresse                                    | Name                                  | Inschrift mit Ergänzungen | Verlegedatum      | Bild | Anmerkung |
| ------------------------------------------ | ------------------------------------- | --- | ----------------- | ---- | --- |
| Leberberg 5 ·                              | Elsbet Albrecht                       | Hier wohnte Elsbet Albrecht Jg. 1869 Vor Deportation Flucht in den Tod 29.8.1942                                                                      | 28. Aug. 2008     |      | Zur Erinnerung an Elsbet Albrecht sowie Clara und Margarete Zwergel Clara Zwergel ist die Witwe des Fabrikbesitzers Arthur Zwergel, der 1913 verstorben ist. Sie hat drei Kinder: Edgar Zwergel, ein Dr. der Chemie bei den IG Farbwerken Berlin, der mit Familie in die Niederlande emigriert und dort stirbt, Stanislaus Zwergel und Margarete. |
| Leberberg 5 ·                              | Clara Zwergel geb. Albrecht           | Hier wohnte Clara Zwergel geb. Albrecht Jg. 1854 Deportiert 1942 Theresienstadt Tot 16.9.1942                                                         | 28. Aug. 2008     |      | Zur Erinnerung an Elsbet Albrecht sowie Clara und Margarete Zwergel Clara Zwergel ist die Witwe des Fabrikbesitzers Arthur Zwergel, der 1913 verstorben ist. Sie hat drei Kinder: Edgar Zwergel, ein Dr. der Chemie bei den IG Farbwerken Berlin, der mit Familie in die Niederlande emigriert und dort stirbt, Stanislaus Zwergel und Margarete. |
| Leberberg 5 ·                              | Margarete Zwergel                     | Hier wohnte Margarete Zwergel Jg. 1887 Deportiert 1942 Ermordet 1942 in Sobibor                                                                       | 28. Aug. 2008     |      | Zur Erinnerung an Elsbet Albrecht sowie Clara und Margarete Zwergel Clara Zwergel ist die Witwe des Fabrikbesitzers Arthur Zwergel, der 1913 verstorben ist. Sie hat drei Kinder: Edgar Zwergel, ein Dr. der Chemie bei den IG Farbwerken Berlin, der mit Familie in die Niederlande emigriert und dort stirbt, Stanislaus Zwergel und Margarete. |
| Nerotal 43 ·                               | Carl Bacharach                        | Hier wohnte Carl Bacharach Jg. 1869 Verhaftet 1939 Gefängnis Wiesbaden Misshandelt Tot 28.5.1939                                                      | 3. Mai 2011       |      | Carl Bacharach war ein bekannter und geachteter Geschäftsmann in seiner Heimatstadt. Schon die Eltern Justus (Juda) Bacharach und seine Frau Eleonore, geb. Eisenburg, hatten in der Webergasse ein florierendes Damen-Moden-, Pelze- und Seidenwarengeschäft geführt, das seinerzeit weit über Wiesbaden hinaus bekannt war. |
| Sonnenberger Straße · 17 ·                 | Max Bacharach                         | Hier wohnte Max Bacharach Jg. 1872 Deportiert 1942 Theresienstadt Ermordet 29.9.1942 Treblinka                                                        | 3. Mai 2011       |      | Zur Erinnerung an Max Bacharach und Martha, geb. Weiß |
| Sonnenberger Straße · 17 ·                 | Martha Bacharach geb. Weiss           | Hier wohnte Martha Bacharach geb. Weiss Jg. 1888 Deportiert 1942 Theresienstadt Ermordet 29.9.1942 Treblinka                                          | 3. Mai 2011       |      | Zur Erinnerung an Max Bacharach und Martha, geb. Weiß |
| Sonnenberger Straße · 22 ·                 | Ludwig Baruch                         | Hier wohnte Ludwig Baruch Jg. 1892 Deportiert 1942 Theresienstadt Tot 2.11.1943                                                                       | 2. Juli 2009      |      | Zur Erinnerung an Ludwig und Lilly Baruch |
| Sonnenberger Straße · 22 ·                 | Adolf Levy                            | Hier wohnte Adolf Levy Jg. 1869 Deportiert 1942 Theresienstadt Tot 26.12.1942                                                                         | 2. Juli 2009      |      | Zur Erinnerung an Adolf und Greta Levy |
| Sonnenberger Straße · 22 ·                 | Greta (Margarete) Levy geb. Rappaport | Hier wohnte Greta (Margarete) Levy geb. Rappaport Jg. 1881 Deportiert 1942 Theresienstadt Ermordet 15.5.1944 Auschwitz                                | 2. Juli 2009      |      | Zur Erinnerung an Adolf und Greta Levy |
| Sonnenberger Straße · 22 ·                 | Jenny-Clara Taendler geb. Mager       | Hier wohnte Jenny-Clara Taendler geb. Mager Jg. 1878 Deportiert 1942 Auschwitz Ermordet 15.5.1944                                                     | 2. Juli 2009      |      | Zur Erinnerung an Dr. Willy Taendler und Ehefrau Jenny |
| Knausstraße 4 ·                            | Nathan Nikolaus Bauer                 | Hier wohnte Nathan Nikolaus Bauer Jg. 1882 Deportiert 1943 Auschwitz 14.8.1943                                                                        | 5. Mai 2010       |      | Nathan Nikolaus Bauer wurde als Sohn einer Berliner jüdischen Familie geboren. Er wurde Schauspieler, von 1912 bis 1915 ist sein Engagement am Residenztheater in Wiesbaden belegt. Seine Frau entstammte einer streng katholischen Wiesbadener Familie. Sie heirateten im November 1909 in Berlin. Das Ehepaar hatte vier Töchter. Nathan Bauer hat nach Kriegsverletzungen, die er sich als Teilnehmer im 1. Weltkrieg zugezogen hatte, den Schauspielberuf aufgegeben und arbeitete seither als Bank- und Finanzbeamter. Bereits 1924 war er zum christlichen Glauben konvertiert, die Kinder wurden katholisch erzogen. Zunächst hofft man noch, dass der Vater als Katholik und Kriegsteilnehmer geschützt sei. Im März 1943 wird Nathan Bauer verhaftet und in das Polizeigefängnis in Wiesbaden gebracht, anschließend in das Gerichtsgefängnis Albrechtstraße. Von dort aus wird er im Mai 1943 nach Auschwitz deportiert- |
| Sonnenberger Straße · 48 ·                 | Hans Berger                           | Hier wohnte Hans Berger Jg. 1898 Flucht 1939 Belgien interniert Drancy Deportiert 1942 Ermordet in Auschwitz                                          | 3. Mai 2011       |      | |
| Sonnenberger Straße · 48 ·                 | Margot Berger geb. Lachmann           | Hier wohnte Margot Berger geb. Lachmann Jg. 1904 Flucht 1939 Belgien interniert Drancy Deportiert 1942 Ermordet in Auschwitz                          | 3. Mai 2011       |      | |
| Sonnenberger Straße · 48 ·                 | Klaus Ludwig Berger                   | Hier wohnte Klaus Ludwig Berger Jg. 1927 Flucht 1939 Belgien interniert Drancy Deportiert 1942 Ermordet in Auschwitz                                  | 3. Mai 2011       |      | |
| Sonnenberger Straße · 48 ·                 | Ulrich Berger                         | Hier wohnte Ulrich Berger Jg. 1930 Flucht 1939 Belgien interniert Drancy Deportiert 1942 Ermordet in Auschwitz                                        | 3. Mai 2011       |      | |
| Walkmühlstraße 89 ·                        | Adolf Bielschowsky                    | Hier wohnte Adolf Bielschowsky Jg. 1874 Gedemütigt/Entrechtet Flucht in den Tod 6.8.1942 Wiesbaden                                                    | 2. Okt. 2012      |      | |
| Walkmühlstraße 89 ·                        | Hedwig Bielschowsky geb. Munter       | Hier wohnte Hedwig Bielschowsky geb. Munter Jg. 1873 Gedemütigt/Entrechtet Flucht in den Tod 29.8.1942 Wiesbaden                                      | 2. Okt. 2012      |      | |
| Weinbergstraße 6 ·                         | Dr. Erich Cosmann                     | Hier wohnte Dr. Erich Cosmann Jg. 1885 Gedemütigt/Entrechtet Flucht in den Tod 14.11.1942                                                             | 13. Okt. 2009     |      | In Marburg promovierte Erich Cosmann 1907 zum Dr. jur. 1912 erhielt er seine Zulassung als Rechtsanwalt beim Landgericht Wiesbaden und Amtsgericht Nastätten. In Wiesbaden eröffnete er seine Kanzlei in der Moritzstrasse 15. Cosmann wurde im April 1924 zum Notar ernannt. Nach dem durch die NS-Regierung verordneten Boykott jüdischer Einrichtungen im April 1933 behielt Dr. Cosmann als „Altanwalt“ und „Frontkämpfer“ zunächst seine Anwaltszulassung. 1934 musste er seine Kanzlei in die Adelheidstraße 47 verlegen. Als Folge des Reichsbürgergesetzes vom November 1935 wurde ihm das Notariat entzogen. |
| Leberberg 11a ·                            | Nadine Feldzer geb. Goldenweiser      | Hier wohnte Nadine Feldzer geb. Goldenweiser Jg. 1881 Flucht 1938 Frankreich Interniert Drancy Deportiert 1943 Ermordet in Auschwitz                  | 24. Oktober 2019  |      | |
| Schöne Aussicht 10 ·                       | Barbara Fischer                       | Hier wohnte Barbara Fischer Jg. 1895 Deportiert 1943 Auschwitz Ermordet 20.10.1943                                                                    | 5. Mai 2010       |      | ERINNERUNGSBLÄTTER: Enkel durften nicht nach Oma Barbara fragen (Wiesbadener Tagblatt vom 2. Juli 2010) |
| Franz-Abt-Straße 5 ·                       | Dora Frank                            | Hier wohnte Dora Frank Jg. 1899 Deportiert 1942 Lublin Ermordet in Sobibor                                                                            | 23. Apr. 2013     |      | Zur Erinnerung an Elisabeth Frank, geb. Traumann, und Dora Frank |
| Franz-Abt-Straße 5 ·                       | Elisabeth Frank geb. Trautmann        | Hier wohnte Elisabeth Frank geb. Traumann Jg. 1877 Deportiert 1942 Lublin Ermordet in Sobibor                                                         | 23. Apr. 2013     |      | Zur Erinnerung an Elisabeth Frank, geb. Traumann, und Dora Frank |
| Philippsbergstraße 25 ·                    | Frieda Goldschmidt geb. Strauss       | Hier wohnte Frieda Goldschmidt geb. Strauss Jg. 1902 Deportiert 1942 Lublin Ermordet 1942 in Sobibor                                                  | 5. Mai 2010       |      | |
| Philippsbergstraße 25 ·                    | Paul Leo Goldschmidt                  | Hier wohnte Paul Leo Goldschmidt Jg. 1932 Deportiert 1942 Lublin Ermordet 1942 in Sobibor                                                             | 5. Mai 2010       |      | |
| Philippsbergstraße 25 ·                    | Lotte Goldschmidt                     | Hier wohnte Lotte Goldschmidt Jg. 1931 Deportiert 1942 Lublin Ermordet 1942 in Majdanek                                                               | 5. Mai 2010       |      | |
| Philippsbergstraße 25 ·                    | Berthold Goldschmidt                  | Hier wohnte Berthold Goldschmidt Jg. 1901 Deportiert 1942 Majdanek Ermordet 29.7.1942                                                                 | 5. Mai 2010       |      | |
| Parkstraße 8 ·                             | Dr. Georg Goldstein                   | Hier wohnte Dr. Georg Goldstein Jg. 1877 Deportiert 16.3.1943 Theresienstadt Tot 31.8.1943                                                            | 22. Jan. 2008     |      | Dr. Georg Goldstein aus Breslau lebte mit Frau und zwei Kindern in Wiesbaden. Als Direktor trägt Dr. Goldstein ab 1912 über zwanzig Jahre entscheidend zum Erfolg der „Deutschen Gesellschaft für Kaufmanns-Erholungsheime“ (GKH) in ganz Deutschland bei. 1930, bei der Einweihung des „Hauses auf der Alb“ in Bad Urach äußerte er sich als Bauherr selbstbewusst über die Zielsetzung, mit diesem modernen Gebäude der sozialen Fürsorge der Angestellten zu dienen. Goldstein war auch im politischen Vereinsleben der Stadt tätig, ganz im Sinne seines Selbstverständnisses als demokratischer liberaler deutscher Jude. Aber bereits am 10. Juni 1933 entließ ihn der Vorstand der GKH. Der Verlust von beruflicher Position und Anerkennung verletzte ihn sehr. Die Emigration gelang nur den Kindern. |
| Parkstraße 8 ·                             | Margarete Goldstein geb. Lasker       | Hier wohnte Margarete Goldstein geb. Lasker Jg. 1889 Deportiert 16.3.1943 Auschwitz Ermordet 9.10.1944                                                | 22. Jan. 2008     |      | Dr. Georg Goldstein aus Breslau lebte mit Frau und zwei Kindern in Wiesbaden. Als Direktor trägt Dr. Goldstein ab 1912 über zwanzig Jahre entscheidend zum Erfolg der „Deutschen Gesellschaft für Kaufmanns-Erholungsheime“ (GKH) in ganz Deutschland bei. 1930, bei der Einweihung des „Hauses auf der Alb“ in Bad Urach äußerte er sich als Bauherr selbstbewusst über die Zielsetzung, mit diesem modernen Gebäude der sozialen Fürsorge der Angestellten zu dienen. Goldstein war auch im politischen Vereinsleben der Stadt tätig, ganz im Sinne seines Selbstverständnisses als demokratischer liberaler deutscher Jude. Aber bereits am 10. Juni 1933 entließ ihn der Vorstand der GKH. Der Verlust von beruflicher Position und Anerkennung verletzte ihn sehr. Die Emigration gelang nur den Kindern. |
| Nerotal 43 ·                               | Arthur Guttmann                       | Hier wohnte Arthur Guttmann Jg. 1871 Deportiert 1942 Theresienstadt Ermordet 17. 10.1942                                                              |                   |      | |
| Nerotal 43 ·                               | Luise Guttmann                        | Hier wohnte Luise Guttmann geb. Hirschmann Jg. 1879 Gedemütigt/Entrechtet Flucht in den Tod 30.1.1940                                                 |                   |      | |
| Taunusstraße 45                            | Dora Hene geb. Nebel                  | Hier wohnte Dora Hene geb. Nebel Jg. 1898 Deportiert 1942 Ermordet in Sobibor                                                                         | 24. Oktober 2019  |      | |
| Taunusstraße 45                            | Margot Hene                           | Hier wohnte Margot Hene Jg. 1929 Kindertransport 1939 England                                                                                         | 24. Oktober 2019  |      | |
| Taunusstraße 45                            | Marianne Hene                         | Hier wohnte Marianne Hene Jg. 1924 Kindertransport 1939 England                                                                                       | 24. Oktober 2019  |      | |
| Nerotal 35 ·                               | Joseph Heymann                        | Hier wohnte Joseph Heymann Jg. 1862 Deportiert 1942 Theresienstadt Tot 16.9.1942                                                                      | 15. Sep. 2005     |      | Josef Heymann wird als sehr angesehener, solider Geschäftsmann beschrieben, das Damenmodehaus unterhielt zeitweise bis zu 50 Hilfskräfte. Käthe arbeitete ebenfalls im Geschäft ihres Mannes mit und zeichnete dort auch Prokura. Mit den sich verändernden Realitäten werden die Heymanns schon früh konfrontiert: Im Frühjahr 1933 – direkt nach der Machtübernahme – nimmt vor ihrem Geschäft ein Posten mit Schild Aufstellung: „Kauft nicht bei Juden!“ Die Geschäftsbücher geben darüber Auskunft, dass der Verkauf daraufhin drastisch zurückgegangen sein muss. Dies, vor allem aber die damit verbundene persönliche Bedrohung, ließ Heymanns die Entscheidung treffen, ihr Geschäft vorzeitig zu verkaufen. |
| Nerotal 35 ·                               | Katharina (Käthe) Heymann geb. Laser  | Hier wohnte Katharina Heymann geb. Laser Jg. 1877 Deportiert 1942 Theresienstadt Tot 19.9.1942                                                        | 15. Sep. 2005     |      | Josef Heymann wird als sehr angesehener, solider Geschäftsmann beschrieben, das Damenmodehaus unterhielt zeitweise bis zu 50 Hilfskräfte. Käthe arbeitete ebenfalls im Geschäft ihres Mannes mit und zeichnete dort auch Prokura. Mit den sich verändernden Realitäten werden die Heymanns schon früh konfrontiert: Im Frühjahr 1933 – direkt nach der Machtübernahme – nimmt vor ihrem Geschäft ein Posten mit Schild Aufstellung: „Kauft nicht bei Juden!“ Die Geschäftsbücher geben darüber Auskunft, dass der Verkauf daraufhin drastisch zurückgegangen sein muss. Dies, vor allem aber die damit verbundene persönliche Bedrohung, ließ Heymanns die Entscheidung treffen, ihr Geschäft vorzeitig zu verkaufen. |
| Wilhelminenstraße 42 ·                     | Lilly Hirschkind geb. Kupfer          | Hier wohnte Lilly Hirschkind geb. Kupfer Jg. 1882 Deportiert 1942 Theresienstadt 1944 Auschwitz Ermordet                                              | 8. Aug. 2006      |      | Zur Erinnerung an Theobald, Lilly und Dora Hirschkind |
| Wilhelminenstraße 42 ·                     | Theobald Hirschkind                   | Hier wohnte Theobald Hirschkind Jg. 1882 Deportiert 1942 Theresienstadt Tot 3.3.1943                                                                  | 8. Aug. 2006      |      | Zur Erinnerung an Theobald, Lilly und Dora Hirschkind |
| Kapellenstraße 80 ·                        | Mathilde Hofer geb. Scheinberger      | Hier wohnte Mathilde Hofer geb. Scheinberger Jg. 1874 Deportiert Auschwitz Ermordet 21.11.1942                                                        | 21. Feb. 2006     |      | Zur Erinnerung an Mathilde Hofer, geb. Scheinberger |
| Richard-Wagner-Straße 26 ·                 | Martha Hoff geb. Fraenkel             | Hier wohnte Martha Hoff geb. Fraenkel Jg. 1890 Deportiert 1942 Izbica Ermordet 1942 Sobibor                                                           | 1. Okt. 2013      |      | Zur Erinnerung an Martha Hoff, geb. Fraenkel |
| Taunusstraße 71 ·                          | Clothilde Isaar geb. Kleineibst       | Hier wohnte Clothilde Isaar geb. Kleineibst Jg. 1875 Deportiert 1942 Theresienstadt Ermordet in Treblinka                                             | 2. Mai 2012       |      | |
| Heßstraße 5 ·                              | Hedwig Jakobsohn                      | Hier wohnte Hedwig Jakobsohn Jg. 1889 Deportiert 1942 Theresienstadt Tot 9.9.1942                                                                     | 8. Aug. 2006      |      | Zur Erinnerung an Julius Jacobsohn und Hedwig Jacobsohn, geb. Cohn |
| Heßstraße 5 ·                              | Julius Jakobsohn                      | Hier wohnte Julius Jakobsohn Jg. 1892 Deportiert 1942 Ermordet in Sobibor                                                                             | 8. Aug. 2006      |      | Zur Erinnerung an Julius Jacobsohn und Hedwig Jacobsohn, geb. Cohn |
| Nerotal 11a ·                              | Klara Jacobsohn geb. Weiss            | Hier wohnte Klara Jacobsohn geb. Weiss Jg. 1880 Deportiert 1942 Theresienstadt Tot 8.9.1942                                                           | 3. Mai 2011       |      | |
| Nerotal 11a ·                              | Nathan Jacobsohn                      | Hier wohnte Nathan Jacobsohn Jg. 1889 Deportiert 1942 Theresienstadt Tot 9.9.1942                                                                     | 3. Mai 2011       |      | |
| Walkmühlstraße 63 · (Walkmühlstraße 62–64) | Erich Jourdan                         | Hier wohnte Erich Jourdan Jg. 1887 Zwangsarbeiter Verhaftet Sept 1942 Polizeigefängnis Wiesbaden 1942 Mauthausen Auf der Flucht erschossen 12.11.1942 | 2. Mai 2012       |      | Zur Erinnerung an Erich Jourdan |
| Platter Straße 178 ·                       | Gerda Jung geb. Lilienfeld            | Hier wohnte Gerda Jung geb. Lilienfeld Jg. 1898 Deportiert Auschwitz Ermordet 25.8.1943                                                               | 21. Feb. 2006     |      | Gerda Jung war mit dem Steinmetz und Bildhauer Karl Jung verheiratet, einem Christen. Karl Jung arbeitete im elterlichen Betrieb in der Platterstraße. Das Ehepaar hatte eine Tochter. Mit Beginn der nationalsozialistischen Herrschaft waren Familien, die in sogenannten „Mischehen“ lebten, dem Druck der Behörden, der Ächtung und Diffamierung durch Nachbarn ausgesetzt. Karl Jung musste aus dem elterlichen Geschäft ausscheiden, weil seine Ehe mit einer jüdischen Partnerin Grund war, dass Kunden das Geschäft mieden. Er ließ sich zum technischen Zeichner umschulen. |
| Kapellenstraße 38 ·                        | Hedwig Kahn geb. Mayer                | Hier wohnte Hedwig Kahn geb. Mayer Jg. 1893 Deportiert 1942 Theresienstadt Ermordet 23.1.1943 Auschwitz                                               | 9. Okt. 2014      |      | |
| Kapellenstraße 38 ·                        | Leopold Albert Kahn                   | Hier wohnte Leopold Albert Kahn Jg. 1883 Deportiert 1942 Theresienstadt Ermordet 23.1.1943 Auschwitz                                                  | 9. Okt. 2014      |      | |
| Lanzstraße 2 ·                             | Karolina Kann geb. Weil               | Hier wohnte Karolina Kann geb. Weil Jg. 1895 Deportiert 1942 Theresienstadt Tot 11.6.1944                                                             | 1. Okt. 2013      |      | Zur Erinnerung an Karoline Kann, geb. Weil, Dr. Siegfried Kann und Ellen Kann, geb. Kahn |
| Lanzstraße 2 ·                             | Margarete von Linstow geb. Kahn       | Hier wohnte Margarete von Linstow geb. Kahn Jg. 1889 Verhaftet 1942 'Spionageverdacht' Ravensbrück Deportiert 1943 Auschwitz Ermordet 28.7.1943       | 2. Mai 2012       |      | |
| Taunusstraße 37 ·                          | Albert Kleeberg                       | Hier wohnte Albert Kleeberg Jg. 1873 Deportiert 1942 Theresienstadt 1942 Treblinka Ermordet                                                           |                   |      | |
| Taunusstraße 37 ·                          | Martha Kleeberg geb. Rothschild       | Hier wohnte Martha Kleeberg Jg. 1881 Deportiert 1942 Theresienstadt 1942 Treblinka Ermordet                                                           |                   |      | |
| Taunusstraße 79 ·                          | Melanie Kleineibst                    | Hier wohnte Melanie Kleineibst Jg. 1883 Deportiert 1942 Lublin Ermordet in Sobibor                                                                    | 3. Mai 2011       |      | |
| Taunusstraße 63b ·                         | Moritz Kupfer                         | Hier wohnte Moritz Kupfer Jg. 1877 Deportiert 1942 Mauthausen Ermordet 24.9.1942                                                                      | 22. Jan. 2009     |      | Zur Erinnerung an Moritz Kupfer und Claire Kupfer, geb. Haas |
| Taunusstraße 31 ·                          | Dr. Siegfried Landé                   | Hier wohnte Dr. Siegfried Landé Jg. 1864 Gedemütigt/Entrechtet Flucht in den Tod 1.4.1943                                                             | 22. Jan. 2009     |      | Neben seiner Praxis war Dr. Landé als Sanitätsrat Leitender Arzt am Krankenhaus vom Roten Kreuz an der Schönen Aussicht. Er galt in der Stadt als allseits anerkannter Spezialist für Frauenkrankheiten. 1933 wurde er seines Postens als Chefarzt enthoben. Zudem erhielt er nach 43-jähriger Tätigkeit als Arzt Praxisverbot. Bis 1937 mussten die Landés dreimal umziehen, zunächst zum Adolfsberg 2, dann in die Wilhelmstr. 18 und danach in das Dambachtal 38. Nirgends konnten sie länger als zwei Jahre wohnen, denn immer wieder wurden sie von den Vermietern herausgesetzt. |
| Mozartstraße 6 ·                           | Leopold Levy                          | Hier wohnte Leopold Levy Jg. 1882 Verhaftet 1938 Dachau Buchenwald Ermordet 3.4.1942 Bernburg/Saale Aktion T4                                         | 3. Mai 2011       |      | Leopold Levy war Mitinhaber der Firma Beckhardt, Kaufmann & Co in Wiesbaden. Die Firma stellte Leinen- und Wäscheausstattungen her und befand sich in der Kirchgasse, Ecke Friedrichstraße. |
| Riederbergstraße 3 ·                       | Ella Marx geb. Strauss                | Hier wohnte Ella Marx geb. Strauss Jg. 1881 Deportiert 1942 Lublin Ermordet 1942 Sobibor                                                              | 15. Sep. 2005     |      | |
| Riederbergstraße 3 ·                       | Heinrich Marx                         | Hier wohnte Heinrich Marx Jg. 1877 Deportiert 1942 Lublin Ermordet 28.9.1944 Majdanek                                                                 | 15. Sep. 2005     |      | |
| Riederbergstraße 3 ·                       | Juliane Marx                          | Hier wohnte Juliane Marx Jg. 1873 Tot 18.9.1942 im Jüdischen Krankenhaus Frankfurt                                                                    | 15. Sep. 2005     |      | |
| Taunusstraße 47 ·                          | Friederike (gen. Frieda) Meyer        | Hier wohnte Friederike Meyer Jg. 1877 Deportiert 1942 Lubin Ermordet 8. Mai 1945 Sobibor                                                              | 9. September 2021 |      | Friedas Schwester Amalie war mit einem nichtjüdischen Mann verheiratet, der Mitte der 1930er Jahre die Scheidung einreichte. Von diesem Zeitpunkt an lebten Frieda und ihre Schwester Amalie alleine in der Wohnung, Taunusstraße 47 bis Amalie im November 1936 starb. Sie soll sich das Leben genommen haben. Frieda musste 1938 in das Haus Mainzer Straße 2 ziehen, ein sogenanntes Judenhaus. |
| Leberberg 11a                              | Helene Parmskava geb. Goldenweiser    | Hier wohnte Helene Parmskava geb. Goldenweiser Jg. 1881 Umzug Frankreich Interniert Drancy Deportiert 1943 Auschwitz Ermordet 1944                    | 24. Oktober 2019  |      | |
| Richard-Wagner- · Straße 30 ·              | David Ransenberg                      | Hier wohnte David Ransenberg Jg. 1866 Deportiert 1942 Theresienstadt Ermordet 7.9.1942                                                                | 21. Okt. 2009     |      | |
| Richard-Wagner- · Straße 30 ·              | Ida Ransenberg geb. Brettheimer       | Hier wohnte Ida Ransenberg geb. Brettheimer Jg. 1882 Deportiert 1942 Ravensbrück Auschwitz Ermordet 13.10.1942                                        | 21. Okt. 2009     |      | |
| Neuberg 4 ·                                | Irene Zelikin                         | Hier wohnte Irene Zelikin Jg. 1913 Flucht 1934 Frankreich Interniert 1942 Pithiviers Deportiert 1942 Ermordet in Auschwitz                            | 13. Okt. 2010     |      | Zur Erinnerung an Stephanie Rabinowicz, Teofilia Zelikin und deren Tochter Irene |
| Neuberg 4 ·                                | Teofilia Zelikin geb. Rabinowicz      | Hier wohnte Teofilia Zelikin geb. Rabinowicz Jg. 1889 Flucht 1938 Frankreich Interniert 1942 Pithiviers Deportiert 1942 Ermordet in Auschwitz         | 13. Okt. 2010     |      | Zur Erinnerung an Stephanie Rabinowicz, Teofilia Zelikin und deren Tochter Irene |
| Neuberg 4 ·                                | Stephanie Rabinowicz                  | Hier wohnte Stephanie Rabinowicz Jg. 1895 Deportiert 1942 Theresienstadt Ermordet 18.12.1943 Auschwitz                                                | 13. Okt. 2010     |      | Zur Erinnerung an Stephanie Rabinowicz, Teofilia Zelikin und deren Tochter Irene |
| Taunusstraße 45 ·                          | Adolf Rothschild                      | Hier wohnte Adolf Rothschild Jg. 1890 Deportiert 1942 Lublin Ermordet in Majdanek                                                                     | 2. Okt. 2012      |      | Nach seiner Rückkehr aus dem Krieg als Kriegsfreiwilliger fand Adolf Rothschild eine Anstellung als Geschäftsführer und Prokurist im Teppichhaus Ganz & Co in Mainz, einem jüdischen Unternehmen, das auch eine Niederlassung in Wiesbaden hatte. Johanna Baums Eltern führten das Haus „Ritter’s Hotel“ in der Taunusstraße 45. Hier stiegen vor allem strenggläubige Juden ab, die keine hohen Preise zahlen konnten. |
| Taunusstraße 45 ·                          | Johanna Rothschild geb. Baum          | Hier wohnte Johanna Rothschild geb. Baum Jg. 1893 Deportiert 1942 Lublin Ermordet in Sobibor                                                          | 2. Okt. 2012      |      | Nach seiner Rückkehr aus dem Krieg als Kriegsfreiwilliger fand Adolf Rothschild eine Anstellung als Geschäftsführer und Prokurist im Teppichhaus Ganz & Co in Mainz, einem jüdischen Unternehmen, das auch eine Niederlassung in Wiesbaden hatte. Johanna Baums Eltern führten das Haus „Ritter’s Hotel“ in der Taunusstraße 45. Hier stiegen vor allem strenggläubige Juden ab, die keine hohen Preise zahlen konnten. |
| Riederbergstraße 3 ·                       | Elsa Rückersberg geb. Marx            | Hier wohnte Elsa Rückersberg geb. Marx Jg. 1913 Deportiert 1942 Lublin Ermordet 1942 Sobibor                                                          | 21. Februar 2006  |      | |
| Dambachtal 29 ·                            | Florentina Soliman geb. Reis          | Hier wohnte Florentina Soliman geb. Reis Jg. 1860 Deportiert 1942 Theresienstadt Tot 24.8.1942                                                        | 5. Mai 2010       |      | Florentina, genannt Flora, Soliman geb. Reis, war verheiratet mit Louis David Ben Soliman, einem türkischen Staatsangehörigen, der seit 1880 in Wiesbaden ansässig war. Seit 1886 betrieb er in der Brunnenkolonnade einen orientalischen Bazar, seit 1899 als Kaiserlicher und Königlicher Hoflieferant in der Wilhelmstr. 30 eine Kunsthandlung mit Orient- und Luxuswaren. |
| Kreidelstraße 7 ·                          | Edith Irmgard Speck                   | Hier wohnte Edith Irmgard Speck Jg. 1929 'Eingewiesen' 28.6.1943 Heilanstalt Hadamar Ermordet 7.7.1943                                                | 8. Apr. 2014      |      | Edith Irmgard Speck besuchte die „Mädchenschule an der Bierstadter Straße“, später die „Mittelschule am Schulberg“ und war eine gute Schülerin. Als die Großmutter zu gebrechlich wurde, kam Edith in Wiesbaden in eine Pflegestelle zu zwei älteren Damen. Sie musste in den folgenden Jahren miterleben, wie sowohl ihre Mutter Elisabeth Speck als auch ihre Großmutter deportiert und getötet wurden. Schließlich traf die 13-Jährige das gleiche Schicksal. Sie fand den gewaltsamen Tod in der „Abteilung für jüdische Mischlinge“ in Hadamar. |
| Kreidelstraße 7 ·                          | Elisabeth Speck geb. Gersohn          | Hier wohnte Elisabeth Speck geb. Gersohn Jg. 1897 Eingewiesen 1936 Heilanstalt Rastatt 'Verlegt’ 31.5.1940 Grafeneck Ermordet 31.5.1940 Aktion T4     | 8. Apr. 2014      |      | Edith Irmgard Speck besuchte die „Mädchenschule an der Bierstadter Straße“, später die „Mittelschule am Schulberg“ und war eine gute Schülerin. Als die Großmutter zu gebrechlich wurde, kam Edith in Wiesbaden in eine Pflegestelle zu zwei älteren Damen. Sie musste in den folgenden Jahren miterleben, wie sowohl ihre Mutter Elisabeth Speck als auch ihre Großmutter deportiert und getötet wurden. Schließlich traf die 13-Jährige das gleiche Schicksal. Sie fand den gewaltsamen Tod in der „Abteilung für jüdische Mischlinge“ in Hadamar. |
| Kreidelstraße 7 ·                          | Ida Gersohn geb. Silberstein          | Hier wohnte Ida Gersohn geb. Silberstein Jg. 1863 Deportiert 1942 Theresienstadt Ermordet 23.9.1942                                                   | 8. Apr. 2014      |      | Edith Irmgard Speck besuchte die „Mädchenschule an der Bierstadter Straße“, später die „Mittelschule am Schulberg“ und war eine gute Schülerin. Als die Großmutter zu gebrechlich wurde, kam Edith in Wiesbaden in eine Pflegestelle zu zwei älteren Damen. Sie musste in den folgenden Jahren miterleben, wie sowohl ihre Mutter Elisabeth Speck als auch ihre Großmutter deportiert und getötet wurden. Schließlich traf die 13-Jährige das gleiche Schicksal. Sie fand den gewaltsamen Tod in der „Abteilung für jüdische Mischlinge“ in Hadamar. |
| Franz-Abt-Straße 12 ·                      | Babette Weil geb. Göggel              | Hier wohnte Babette Weil geb. Göggel Jg. 1882 Deportiert 1942 Lublin Ermordet in Sobibor                                                              | 13. Okt. 2009     |      | „Gegen das Vergessen.“ (Wiesbadener Tagblatt, 5. Februar 2010) |
| Franz-Abt-Straße 12 ·                      | Frieda Weil                           | Hier wohnte Frieda Weil Jg. 1924 Deportiert 1942 Lublin Ermordet in Sobibor                                                                           | 13. Okt. 2009     |      | „Gegen das Vergessen.“ (Wiesbadener Tagblatt, 5. Februar 2010) |